# Samuel Christoph Wagener
Samuel Christoph Wagener (* 11. April 1763 in Sandau (Elbe); † 12. Januar 1845 in Potsdam) war ein deutscher lutherischer, aufklärerischer Theologe und der Berliner Aufklärung nahestehender Schriftsteller.

## Leben
Wagener studierte bis 1785 Theologie an der Universität Halle und war bis 1790 als Hauslehrer tätig. 1799 unterrichtete er an der Arbeitsschule der Garnison 94 arbeitende Kinder. Zu diesen Zeiten war es üblich, Kinder von Soldaten zur Arbeit einzusetzen. Er war Feldprediger des Leibcarabiner-Regiments und Leiter der Industrieschule der Garnison in Rathenow.
Samuel Christoph Wagener war ab 1801 Pfarrer und von 1817 bis zu seiner Emeritierung im Jahre 1825 Superintendent in Altenplathe.
Zusammen mit dem Pfarrer Johann Heinrich August Duncker gründete er 1801 mit dem Erhalt des königlich-preußischen Privilegs zum Führen eines Betriebes die Königlich privilegierte optische Industrie-Anstalt, die späteren Rathenower Optische Werke (ROW), in der Linsensysteme zusammengesetzt und erste Mikroskope und Ferngläser hergestellt wurden.
Er war Ritter des Roten Adlerordens III. Klasse.

## Werke
- Ueber die Pfalz am Rhein und deren Nachbarschaft. Besonders in Hinsicht auf den gegenwärtigen Krieg, auf Naturschönheiten, Kultur und Alterthümer. Leich 1795.
- Die Gespenster. 1799.
- Neue Gespenster. Kurze Erzählungen aus dem Reiche der Wahrheit, Band 2. F. Maurer, 1802.
- Natur-Wunder und Länder-Merckwürdigkeiten. F. Maurer, 1802.
- Denkwürdigkeiten der Churmärkischen Stadt Rathenow. Berlin 1803.
- Natur-Wunder und Länder-Merckwürdigkeiten. Ein Beitrag zur Verdrängung unnützer und schädlicher Romane. Matzdorff 1804.
- Universal-Lexikon der Völker- und Ländergeschichte von der ältesten bis auf die gegenwärtige Zeit. Ein Handbuch für jedermann. Mehrere Bände, Matzdorff 1806, zusammen mit Carl Friedrich Koeppen.
- Spuren der Gottheit im anscheinenden Zufalle. Wohlthätige Nahrung der Zweifler und Denker, Band 2. F. Maurer, 1810.
- Historisches Unterhaltungslexikon zum Lachen und Lernen. Maeckensche Buchhandlung, 1812.
- Das Leben des Erdballs und aller Welten. Amelang, Berlin 1828.
- Samuel Christoph Wagener: Handbuch der vorzüglichsten, in Deutschland entdeckten Alterthümer aus heidnischer Zeit. Beschrieben u. versinnlicht durch 1390 lithographirte Abb. Bernhard Friedrich Voigt, Weimar 1842.Digitalisat
- Samuel Christoph Wagener's Jahr- und Tagebuch der wichtigsten Entdeckungen, Erfindungen und Stiftungen und den denkwürdigsten Weltbegebenheiten seit Christus. Heymann, 1842, zusammen mit Friedrich August Reimann.
- Sprichwörter-Lexikon mit kurzen Erläuterungen: ein Hausbuch fürs gemeine Leben auch zum Gebrauch in Volksschulen.
- Patriotisches Archiv für Deutschland: der Gottheit, den Fürsten, dem Vaterlande gewidmet von Sam. Chr. Wagener.